# 1. Bundesliga 1997-98
La 1. Bundesliga 1997-98 fue la 35.ª edición de la Fußball-Bundesliga, la mayor competición futbolística de Alemania. El campeonato comenzó el 1 de agosto de 1997 y concluyó el 9 de mayo de 1998, siendo disputado por 18 equipos.
Kaiserslautern se coronó campeón en la penúltima jornada, con una goleada por 4-0 sobre Wolfsburgo, ampliando a cuatro puntos la ventaja que mantenía sobre Bayern Múnich, que igualó sin goles en la misma fecha ante Duisburgo. Acabó siendo una campaña consagratoria para los diablos rojos, que alcanzaron el título en la temporada inmediatamente posterior al ascenso, algo inédito en la Bundesliga. De esta manera, el club se quedó con su cuarta estrella en la primera división alemana, siendo éste su segundo campeonato desde la creación de la Bundesliga.

## Equipos
| Pos | Descendidos de 1. Bundesliga |
| --- | ---------------------------- |
| 16º | Fortuna Düsseldorf           |
| 17º | Friburgo                     |
| 18º | St. Pauli                    |

| Pos | Ascendidos de 2. Bundesliga |
| --- | --------------------------- |
| 1º  | Kaiserslautern              |
| 2º  | Wolfsburgo                  |
| 3º  | Hertha Berlín               |

| Equipo                   | Ciudad          | Estadio                  | Aforo  |
| ------------------------ | --------------- | ------------------------ | ------ |
| 1860 Múnich              | Múnich          | Estadio Olímpico         | 63 000 |
| Arminia Bielefeld        | Bielefeld       | Estadio Alm              | 22 512 |
| Bayer Leverkusen         | Leverkusen      | BayArena                 | 22 500 |
| Bayern de Múnich         | Múnich          | Estadio Olímpico         | 63 000 |
| Bochum                   | Bochum          | Ruhrstadion              | 36 344 |
| Borussia Dortmund        | Dortmund        | Westfalenstadion         | 54 000 |
| Borussia Mönchengladbach | Mönchengladbach | Bökelbergstadion         | 34 500 |
| Colonia                  | Colonia         | Estadio Müngersdorfer    | 55 000 |
| Duisburgo                | Duisburgo       | Wedaustadion             | 30 128 |
| Hamburgo                 | Hamburgo        | Volksparkstadion         | 62 000 |
| Hansa Rostock            | Rostock         | Ostseestadion            | 25 850 |
| Hertha Berlín            | Berlín          | Olympiastadion           | 76 000 |
| Kaiserslautern           | Kaiserslautern  | Estadio Fritz Walter     | 38 500 |
| Karlsruher               | Karlsruhe       | Wildparkstadion          | 33 800 |
| Schalke 04               | Gelsenkirchen   | Parkstadion              | 70 000 |
| Stuttgart                | Stuttgart       | Estadio Gottlieb Daimler | 53 700 |
| Werder Bremen            | Bremen          | Weserstadion             | 36 000 |
| Wolfsburgo               | Wolfsburgo      | VfL-Stadion              | 21 600 |

### Equipos porEstados federados
| Región                            | N.º | Equipos |
| --------------------------------- | --- | --- |
| Renania del Norte-Westfalia       | 8   | Arminia Bielefeld, Bayer Leverkusen, Bochum, Borussia Dortmund, Borussia Mönchengladbach, Colonia, Duisburgo y Schalke 04 |
| Baden-Wurtemberg                  | 2   | Karlsruher y Stuttgart |
| Baviera                           | 2   | 1860 Múnich y Bayern de Múnich                                                                                            |
| Baja Sajonia                      | 1   | Wolfsburgo |
| Berlín                            | 1   | Hertha Berlín |
| Bremen                            | 1   | Werder Bremen |
| Hamburgo                          | 1   | Hamburgo |
| Mecklemburgo-Pomerania Occidental | 1   | Hansa Rostock |
| Renania-Palatinado                | 1   | Kaiserslautern |

## Sistema de competición
Los dieciocho equipos se enfrentaron entre sí bajo el sistema de todos contra todos a doble rueda, completando un total de 34 fechas. Las clasificación se estableció a partir de los puntos obtenidos en cada encuentro, otorgando tres por partido ganado, uno por empatado y ninguno en caso de derrota. En caso de igualdad de puntos entre dos o más equipos, se aplicaron, en el mencionado orden, los siguientes criterios de desempate:
1. Mejor diferencia de goles en todo el campeonato;
2. Mayor cantidad de goles a favor en todo el campeonato;
3. Mayor cantidad de puntos en los partidos entre los equipos implicados;
4. Mejor diferencia de goles en los partidos entre los equipos implicados;
5. Mayor cantidad de goles a favor en los partidos entre los equipos implicados.

Al finalizar el campeonato, el equipo ubicado en el primer lugar de la clasificación se consagró campeón y clasificó a la fase de grupos de la Liga de Campeones de la UEFA 1998-99. El subcampeón, por su parte, accedió a la segunda ronda previa de la misma competencia. Asimismo, los equipos que finalizaron el certamen en tercer, cuarto y quinto lugar clasificaron a los treintaidosavos de final de la Copa de la UEFA 1998-99, mientras que los ubicados en las posiciones sexta y séptima disputaron la Copa Intertoto de la UEFA 1998. Como excepción, quedaba excluido de la consideración el equipo que hubiera obtenido la clasificación a la Recopa de Europa 1998-99 como campeón de la Copa de Alemania 1997-98 y que, paralelamente, hubiera finalizado el campeonato entre las posiciones tercera y séptima inclusive; en cuyo caso le trasladaría su plaza al equipo ubicado en el lugar inmediatamente inferior.
Por otro lado, los equipos que ocuparon los últimos tres puestos de la clasificación —decimosexta, decimoséptima y decimoctava— descendieron de manera directa a la 2. Bundesliga.

## Clasificación
| Pos. | Equipo                   | Pts. | PJ | G  | E  | P  | GF | GC | Dif. | Clasificación 1998-99                          |
| ---- | ------------------------ | ---- | -- | -- | -- | -- | -- | -- | ---- | ---------------------------------------------- |
| 1    | Kaiserslautern (C)       | 68   | 34 | 19 | 11 | 4  | 63 | 39 | +24  | Fase de grupos de la Liga de Campeones         |
| 2    | Bayern Múnich            | 66   | 34 | 19 | 9  | 6  | 69 | 37 | +32  | Segunda ronda previa de la Liga de Campeones   |
| 3    | Bayer Leverkusen         | 55   | 34 | 14 | 13 | 7  | 66 | 39 | +27  | Treintaidosavos de final de la Copa de la UEFA |
| 4    | Stuttgart                | 52   | 34 | 14 | 10 | 10 | 55 | 49 | +6   | Treintaidosavos de final de la Copa de la UEFA |
| 5    | Schalke 04               | 52   | 34 | 13 | 13 | 8  | 38 | 32 | +6   | Treintaidosavos de final de la Copa de la UEFA |
| 6    | Hansa Rostock            | 51   | 34 | 14 | 9  | 11 | 54 | 46 | +8   | Tercera ronda de la Copa Intertoto             |
| 7    | Werder Bremen            | 50   | 34 | 14 | 8  | 12 | 43 | 47 | −4   | Segunda ronda de la Copa Intertoto             |
| 8    | Duisburgo                | 44   | 34 | 11 | 11 | 12 | 43 | 44 | −1   | Dieciseisavos de final de la Recopa de Europa  |
| 9    | Hamburgo                 | 44   | 34 | 11 | 11 | 12 | 38 | 46 | −8   |                                                |
| 10   | Borussia Dortmund        | 43   | 34 | 11 | 10 | 13 | 57 | 55 | +2   |                                                |
| 11   | Hertha Berlín            | 43   | 34 | 12 | 7  | 15 | 41 | 53 | −12  |                                                |
| 12   | Bochum                   | 41   | 34 | 11 | 8  | 15 | 41 | 49 | −8   |                                                |
| 13   | 1860 Múnich              | 41   | 34 | 11 | 8  | 15 | 43 | 54 | −11  |                                                |
| 14   | Wolfsburgo               | 39   | 34 | 11 | 6  | 17 | 38 | 54 | −16  |                                                |
| 15   | Borussia Mönchengladbach | 38   | 34 | 9  | 11 | 14 | 54 | 59 | −5   |                                                |
| 16   | Karlsruher               | 38   | 34 | 9  | 11 | 14 | 48 | 60 | −12  | Descenso de categoría                          |
| 17   | Colonia                  | 36   | 34 | 10 | 6  | 18 | 49 | 64 | −15  | Descenso de categoría                          |
| 18   | Arminia Bielefeld        | 32   | 34 | 8  | 8  | 18 | 43 | 56 | −13  | Descenso de categoría                          |

Actualizado a los partidos jugados el 9 de mayo de 1998.
 Fuente: DFB
1. ↑  Copa de Alemania (CC): El campeón de la Copa de Alemania 1997-98, Bayern Múnich, ya estaba clasificado a la Liga de Campeones 1998-99 como subcampeón de la presente Bundesliga. En consecuencia, Duisburgo, subcampeón de la Copa de Alemania 1997-98, accedió a los dieciseisavos de final de la Recopa de Europa 1998-99.

| Bundesliga                       |
|                                  |
| Campeón Kaiserslautern 4º título |

## Resultados
| Local \ Visitante        | MUN | ARM | BAL | BAY | BOC | BOD | BOM | COL | DUI | HAM | HAN | HER | KAI | KAR | SCH | STU | WER | WOL |
| ------------------------ | --- | --- | --- | --- | --- | --- | --- | --- | --- | --- | --- | --- | --- | --- | --- | --- | --- | --- |
| 1860 Múnich              | —   | 1–0 | 3–4 | 2–2 | 0–2 | 4–2 | 2–0 | 1–0 | 0–1 | 1–1 | 0–1 | 3–1 | 1–3 | 2–2 | 1–0 | 1–3 | 0–1 | 2–1 |
| Arminia Bielefeld        | 1–1 | —   | 2–1 | 4–4 | 0–2 | 3–1 | 3–1 | 2–1 | 3–3 | 0–3 | 0–1 | 1–3 | 2–2 | 2–1 | 1–1 | 2–1 | 3–0 | 0–1 |
| Bayer Leverkusen         | 2–2 | 0–0 | —   | 4–2 | 3–2 | 2–2 | 1–1 | 4–0 | 2–1 | 5–0 | 1–1 | 0–1 | 1–1 | 6–1 | 0–0 | 6–1 | 4–1 | 2–1 |
| Bayern Múnich            | 3–1 | 1–0 | 2–1 | —   | 0–0 | 4–0 | 3–2 | 0–2 | 3–0 | 3–0 | 2–0 | 3–0 | 0–1 | 1–1 | 1–1 | 3–3 | 2–0 | 5–2 |
| Bochum                   | 1–0 | 1–0 | 0–0 | 2–3 | —   | 2–1 | 3–1 | 2–1 | 0–0 | 0–0 | 1–3 | 2–1 | 1–3 | 3–3 | 3–0 | 0–2 | 0–1 | 2–1 |
| Borussia Dortmund        | 2–3 | 3–2 | 0–1 | 0–2 | 5–1 | —   | 1–2 | 3–0 | 3–0 | 0–1 | 3–2 | 3–0 | 2–2 | 2–2 | 2–2 | 3–1 | 2–2 | 2–1 |
| Borussia Mönchengladbach | 5–1 | 0–0 | 2–2 | 1–1 | 2–1 | 1–1 | —   | 4–1 | 0–3 | 1–1 | 5–2 | 4–2 | 1–3 | 1–1 | 0–1 | 0–0 | 0–0 | 0–2 |
| Colonia                  | 2–3 | 3–5 | 2–2 | 1–3 | 2–1 | 4–2 | 3–2 | —   | 3–2 | 1–2 | 0–0 | 2–0 | 0–0 | 0–1 | 0–2 | 4–2 | 2–0 | 5–3 |
| Duisburgo                | 0–2 | 2–1 | 1–1 | 0–0 | 2–0 | 0–0 | 4–5 | 2–2 | —   | 3–0 | 0–1 | 0–1 | 1–1 | 1–0 | 1–0 | 0–3 | 2–1 | 2–2 |
| Hamburgo                 | 1–2 | 2–0 | 0–1 | 0–2 | 2–1 | 1–3 | 2–2 | 2–1 | 1–0 | —   | 0–1 | 1–1 | 1–1 | 3–1 | 1–1 | 0–0 | 2–1 | 1–2 |
| Hansa Rostock            | 3–0 | 2–1 | 1–2 | 1–3 | 2–2 | 3–1 | 2–0 | 1–2 | 2–1 | 2–1 | —   | 4–0 | 2–2 | 4–2 | 4–1 | 1–1 | 1–2 | 0–1 |
| Hertha Berlín            | 2–0 | 1–1 | 2–2 | 2–1 | 2–2 | 1–1 | 2–2 | 1–0 | 1–3 | 0–2 | 1–1 | —   | 2–0 | 3–1 | 1–4 | 3–0 | 0–2 | 1–0 |
| Kaiserslautern           | 1–0 | 3–1 | 0–3 | 2–0 | 3–0 | 1–1 | 3–2 | 3–2 | 1–0 | 2–1 | 4–3 | 1–0 | —   | 0–0 | 3–0 | 4–3 | 1–3 | 4–0 |
| Karlsruher               | 0–0 | 3–1 | 1–1 | 1–1 | 1–1 | 0–1 | 2–5 | 3–1 | 1–2 | 0–1 | 3–0 | 0–2 | 2–4 | —   | 0–0 | 4–2 | 3–1 | 2–1 |
| Schalke 04               | 2–0 | 2–1 | 2–1 | 1–0 | 2–0 | 1–0 | 2–0 | 1–0 | 1–1 | 2–2 | 0–0 | 1–0 | 1–1 | 2–0 | —   | 3–4 | 0–1 | 1–1 |
| Stuttgart                | 1–1 | 1–0 | 1–0 | 0–3 | 2–0 | 0–0 | 3–0 | 1–1 | 1–1 | 5–2 | 2–1 | 4–1 | 0–1 | 3–0 | 0–0 | —   | 1–0 | 2–1 |
| Werder Bremen            | 3–3 | 2–1 | 2–1 | 0–3 | 1–0 | 2–1 | 1–0 | 3–0 | 2–2 | 0–0 | 1–1 | 0–2 | 1–1 | 2–4 | 2–1 | 2–2 | —   | 3–1 |
| Wolfsburgo               | 1–0 | 2–0 | 1–0 | 2–3 | 0–2 | 1–4 | 0–2 | 1–1 | 0–2 | 1–1 | 1–1 | 2–1 | 2–1 | 1–2 | 0–0 | 1–0 | 1–0 | —   |

## Estadísticas

### Goleadores
| Jugador            | Equipo            | Goles |
| ------------------ | ----------------- | ----- |
| Ulf Kirsten        | Bayer Leverkusen  | 22    |
| Olaf Marschall     | Kaiserslautern    | 21    |
| Stéphane Chapuisat | Borussia Dortmund | 14    |
| Michael Preetz     | Hertha Berlín     | 14    |